# Andrena gusenleitneri
Andrena gusenleitneri is een vliesvleugelig insect uit de familie Andrenidae. De wetenschappelijke naam van de soort is voor het eerst geldig gepubliceerd in 2002 door Tadauchi & Xu.